# Grand Prix Formule 1 van Zweden 1974
De Grand Prix Formule 1 van de Zweden 1974 werd gehouden op 9 juni 1974 op de Scandinavian Raceway.

## Uitslag
| Positie | Nr | Rijder               | Team              | Ronden | Tijd/Opgave       | Startplaats | Punten |
| ------- | -- | -------------------- | ----------------- | ------ | ----------------- | ----------- | ------ |
| 1       | 3  | Jody Scheckter       | Tyrrell-Ford      | 80     | 1:58:31.391       | 2           | 9      |
| 2       | 4  | Patrick Depailler    | Tyrrell-Ford      | 80     | + 0.380           | 1           | 6      |
| 3       | 24 | James Hunt           | Hesketh-Ford      | 80     | + 3.325           | 6           | 4      |
| 4       | 5  | Emerson Fittipaldi   | McLaren-Ford      | 80     | + 53.507          | 9           | 3      |
| 5       | 17 | Jean-Pierre Jarier   | Shadow-Ford       | 80     | + 1:16.403        | 8           | 2      |
| 6       | 26 | Graham Hill          | Lola-Ford         | 79     | + 1 Ronde         | 15          | 1      |
| 7       | 27 | Guy Edwards          | Lola-Ford         | 79     | + 1 Ronde         | 18          |        |
| 8       | 21 | Tom Belsø            | Iso Marlboro-Ford | 79     | + 1 Ronde         | 21          |        |
| 9       | 8  | Rikky von Opel       | Brabham-Ford      | 79     | + 1 Ronde         | 20          |        |
| 10      | 10 | Vittorio Brambilla   | March-Ford        | 78     | Motor             | 17          |        |
| 11      | 28 | John Watson          | Brabham-Ford      | 77     | + 3 Ronden        | 14          |        |
| NF      | 22 | Vern Schuppan        | Ensign-Ford       | 77     | Gediskwalificeerd | 26          |        |
| NF      | 12 | Niki Lauda           | Ferrari           | 70     | Versnellingsbak   | 3           |        |
| NF      | 9  | Reine Wisell         | March-Ford        | 59     | Ophanging         | 16          |        |
| NF      | 6  | Denny Hulme          | McLaren-Ford      | 56     | Ophanging         | 12          |        |
| NF      | 19 | Jochen Mass          | Surtees-Ford      | 53     | Ophanging         | 22          |        |
| NF      | 7  | Carlos Reutemann     | Brabham-Ford      | 30     | Olielek           | 10          |        |
| NF      | 2  | Jacky Ickx           | Lotus-Ford        | 27     | Motor             | 7           |        |
| NF      | 11 | Clay Regazzoni       | Ferrari           | 24     | Versnellingsbak   | 4           |        |
| NF      | 18 | Carlos Pace          | Surtees-Ford      | 15     | Handling          | 24          |        |
| NF      | 1  | Ronnie Peterson      | Lotus-Ford        | 8      | Aandrijving       | 5           |        |
| NF      | 23 | Leo Kinnunen         | Surtees-Ford      | 8      | Motor             | 25          |        |
| NF      | 33 | Mike Hailwood        | McLaren-Ford      | 5      | Brandstoflek      | 11          |        |
| NF      | 14 | Jean-Pierre Beltoise | BRM               | 3      | Motor             | 13          |        |
| NF      | 16 | Bertil Roos          | Shadow-Ford       | 2      | Versnellingsbak   | 23          |        |
| NF      | 15 | Henri Pescarolo      | BRM               | 0      | Brand             | 19          |        |
| NQ      | 20 | Richard Robarts      | Iso Marlboro-Ford |        |                   |             |        |

## Statistieken
| Pole-position | Patrick Depailler | Tyrrell-Ford | 1:24.758 |
| Snelste ronde | Patrick Depailler | Tyrrell-Ford | 1:27.262 |

## Noot
- Dit was het debuut van de Zweedse coureur Bertil Roos.
- Eerste pole position (de eerste voor een Franse coureur), eerste snelste ronde (tiende voor een Franse coureur), en eerste podiumplaats voor Patrick Depailler.
- Eerste Grand Prix-winst voor Jody Scheckter en voor een Zuid-Afrikaanse coureur.

1933 · 1973 · 1974 · 1975 · 1976 · 1977 · 1978